# Desejosa
Desejosa ist eine Gemeinde (Freguesia) im portugiesischen Kreis Tabuaço. In ihr leben 117 Einwohner (Stand 19. April 2021).